# Superblock

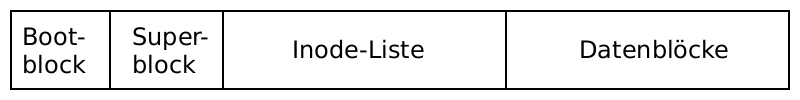
Grobe Struktur des Unix-Dateisystems

Der Superblock ist Teil verschiedener Dateisysteme des Betriebssystems Unix und dessen Derivaten. Er enthält typischerweise folgende Verwaltungsinformationen des Dateisystems:
- Größe des Dateisystems
- Anzahl freier Blöcke
- Zeiger auf Liste der freien Blöcke
- Zeiger auf den ersten freien Block in der Liste der freien Blöcke
- Größe der Inode-Liste
- Anzahl freier Inodes
- Zeiger auf Liste der freien Inodes
- Zeiger auf den nächsten freien Inode in der Liste der freien Inodes
- Sperr-Felder für Liste der freien Blöcke / Inodes (zum Beispiel für defekte Blöcke)
- Anzeigefeld, ob Superblock verändert wurde

Zu den Dateisystemen, die einen Superblock besitzen, gehören unter anderen das Unix File System, das Minix-Dateisystem und die extended-Dateisysteme ext2, ext3 und ext4.
Nicht alle Dateisysteme enthalten alle dieser Felder, so verwendet etwa ZFS keine festgelegte Anzahl an Inodes.